# Verci de Mello
Verci Rodrigues de Mello (1958) é um ilustrador de banda desenhada brasileiro. Trabalhou na Editora Abril com os personagens Disney de 1979 até meados da década de 1990. Trabalhou com muitos personagens mas principalmente a Família Pato.
Possui mais de 500 histórias, todas criadas e publicadas no Brasil.
É irmão dos desenhistas Moacir Rodrigues Soares e Irineu Soares Rodrigues. Atualmente trabalha na  MW Editora e Ilustrações Ltda., fundada por Moacir, onde seus irmãos e o sobrinho, Moacir Rodrigues Soares Junior também atuam.